# Semih Vaner
Semih Vaner (né à Istanbul le 27 juillet 1945 et mort à Paris le 12 février 2008 est un politologue franco-turc.
Il fait ses études à l'université de Lausanne, puis à la Sorbonne, où il soutient sa thèse de doctorat en science politique. Il enseigne à la Faculté des sciences économiques et sociales de l'université Uludağ de Bursa (Turquie), puis entre comme chercheur au Centre de recherches internationales (CERI).
Semih Vaner fut fondateur et président de l'Association française pour l'étude de la Méditerranée orientale et du monde turco-iranien (AFEMOTI), directeur du groupe d'études sur la Turquie et l'Iran contemporains (ERTCI), et directeur des Cahiers d'études sur la Méditerranée orientale et le monde turco-iranien (CEMOTI).

## Principales publications

### Ouvrages
- Istanbul, éd. Autrement, 1988
- La Turquie en mouvement, (avec D. Akagül et B. Kaleagasi), Bruxelles, éd. Complexe, 1995
- Unutkan tarih. Sovyetlerden sonra Türkdilli alan, Istanbul, Metis, 1997
- La stabilité de la Turquie à l'épreuve de l'ethnicité et de l'islam politique, Madrid, Unisci Papers, 2000
- L'Europe AVEC ou SANS la Turquie (avec Deniz Akagül), Paris, éd. d'Organisation / éd. Eyrolles, 2005
- la Turquie, éd. Fayard, 2006

### Direction d'ouvrages collectifs
- Le différend gréco-turc, (dir.), éd. L'Harmattan, 1988
- Modernisation autoritaire en Turquie et en Iran, éd. L'Harmattan, 1991
- La Turquie, éd. Fayard, 2005